# Höhenrain (Berg)
Höhenrain ist ein Gemeindeteil von Berg im oberbayerischen Landkreis Starnberg. Das Pfarrdorf liegt circa zwei Kilometer östlich des Starnberger Sees.
Im Zuge der Gebietsreform in Bayern kam Höhenrain 1972 aus dem aufgelösten Landkreis Wolfratshausen zum Landkreis Starnberg und wurde zum 1. Januar 1975 in die Gemeinde Berg eingegliedert.
Der Name Höhenrain ist überregional bekannt, weil es an der Bundesautobahn 95 eine Raststätte namens Höhenrain gibt.

## Baudenkmäler
- Katholische Pfarrkirche Herz Jesu, erbaut 1947 bis 1950